# Life Is Peachy
Life Is Peachy je drugi album skupine Korn. Album je bil izdan 15. oktobra 1996 pri založbah Immortal/Epic Records. Sproduciral ga je Ross Robinson, ki je sproduciral tudi njihov debutni album Korn. 
»Lowrider« je priredba pesmi skupine War, vokale zanjo je pel kitarist Brian »Head« Welch. »Porno Creep« je njihova edina intrumentalna pesem do zdaj (pesem posnema zvoke iz pornografskih filmov sedemdesetih), čeprav je na albumu tudi skrita pesem, ki je intrumentalna izvedba prve pesmi na albumu »Twist«. »K@#%!« je pesem z mnogimi nespodobnimi verzi, s katerimi se norčujejo iz radijskih cenzorjev. »Wicked« je priredba Ice Cube-ove pesmi, izvaja pa jo Chino Moreno iz skupine Deftones. Oba benda sta že večkrat igrala skupaj, takrat je pesem vedno pel Moreno.

## Seznam pesmi
Če avtor pesmi ni skupina Korn, je naveden zraven pesmi.
1. »Twist« - :49
2. »Chi« - 3:54
3. »Lost« - 2:55
4. »Swallow« - 3:38
5. »Porno Creep« - 2:01
6. »Good God« - 3:20
7. »Mr. Rogers« - 5:10
8. »K@#Ø%!« - 3:02
9. »No Place to Hide« - 3:31
10. »Wicked« (Ice Cube) - 4:00
11. »A.D.I.D.A.S.« - 2:32
12. »Low Rider« (Allen/Brown/Dickerson/Jordan/Miller/Oskar) - :58
13. »Ass Itch« - 3:39
14. »Kill You« - 11:09
15. »Twist II« (brez spremljave) - skrita pesem

## Uvrstitve na glasbenih lestvicah
| Leto | Pesem          | Lestvica      | Uvrstitev |
| ---- | -------------- | ------------- | --------- |
| 1996 | Life Is Peachy | Billboard 200 | 3         |

## Zasedba
- Rob Agnello - asisitiranje dodajanja glasbene spremljave
- Reginald "Fieldy" Arvizu - bas kitara
- Jonathan Davis - škotske dude, kitara, bobni, vokali
- Chuck Johnson - kravji zvonec, dodajanje glasbene spremljave
- Richard Kaplan - dodajanje glasbene spremljave
- Peter Katsis - izvrševalni producer
- Korn - prireditelj, umetniško vodstvo
- Jeffrey Evan Kwatnetz - izvrševalni producer
- Scott Leberecht - slog naslovnice albuma
- Tom Lord-Alge - dodajanje glasbene spremljave
- Chino Moreno - vokali
- Martin Riedl - fotografija
- Eddy Schreyer - izpiljenje
- James "Munky" Schaffer - kitara
- David Silveria - bobni
- Stephen Stickler - fotografija
- Brian "Head" Welch - kitara, vokali